# УТА (футбольний клуб)
Футбольний клуб «УТА» Арад (рум. Fotbal Club UTA Arad) — румунський футбольний клуб з Арада, заснований у 1945 році. Виступає у Лізі ІІ. Домашні матчі приймає на стадіоні «Франциск фон Нойман», місткістю 12 700 глядачів.

## Досягнення
- Ліга I
  - Чемпіон: 1946–47, 1947–48, 1950, 1954, 1968–69, 1969–70
  - Срібний призер: 1971–72
- Ліга II
  - Чемпіон: 1980–81, 1992–93, 2001–02
  - Срібний призер: 1982–83, 1988–89, 1989–90, 1991–92, 1998–99
  - Бронзовий призер: 2015–16
- Ліга III
  - Чемпіон: 2014–15
- Ліга IV
  - Чемпіон: 2013–14
- Кубок Румунії
  - Володар: 1947–48, 1953, 2013–14
  - Фіналіст: 1950, 1965–66.

## Виступи в єврокубках

### Ліга чемпіонів / Кубок європейських чемпіонів
| Сезон   | Раунд | Країна     | Клуб          | Вдома | На виїзді | В сукупності |
| ------- | ----- | ---------- | ------------- | ----- | --------- | ------------ |
| 1969–70 | 1Р    | Польща     | Легія         | 1 – 2 | 0 – 8     | 1 – 10       |
| 1970–71 | 1Р    | Нідерланди | Феєнорд       | 0 – 0 | 1 – 1     | 1 – 1 (г)    |
| 1970–71 | 2Р    | Югославія  | Црвена Звезда | 1 – 3 | 0 – 3     | 1 – 6        |

### Ліга Європи / Кубок УЄФА
| Сезон   | Раунд | Країна     | Клуб              | Вдома | На виїзді | В сукупності |
| ------- | ----- | ---------- | ----------------- | ----- | --------- | ------------ |
| 1971–72 | 1Р    | Австрія    | Аустрія Зальцбург | 4 – 1 | 1 – 3     | 5 – 4        |
| 1971–72 | 2Р    | Польща     | Заглембє Валбжих  | 2 – 1 | 1 – 1     | 3 – 2        |
| 1971–72 | 3Р    | Португалія | Віторія Сетубал   | 3 – 0 | 0 – 1     | 3 – 1        |
| 1971–72 | 1/4   | Англія     | Тоттенгем Готспур | 0 – 2 | 1 – 1     | 1 – 3        |
| 1972–73 | 1Р    | Швеція     | Норрчепінг        | 1 – 2 | 0 – 2     | 1 – 4        |

### Балканський кубок
| Сезон   | Раунд   | Країна    | Клуб       | Вдома | На виїзді | В сукупності |
| ------- | ------- | --------- | ---------- | ----- | --------- | ------------ |
| 1966–67 | Група I | Болгарія  | Черно море | 0 – 2 | 1 – 3     | 1 – 5        |
| 1966–67 | Група I | Албанія   | Партизані  | 1 - 2 | 0 - 2     | 1 - 4        |
| 1966–67 | Група I | Туреччина | Фенербахче | 1 – 0 | 1 – 3     | 2 – 3        |